# Most (sieć komputerowa)
Most lub mostek (ang. bridge) – urządzenie łączące segmenty sieci, dokonujące filtrowania ruchu sieciowego. Sieci podłączone do mostu mogą korzystać z różnych fizycznych i logicznych protokołów łącza. 
Most zasadniczo pracuje w 2. warstwie OSI w sieci komputerowej. Na podstawie adresu odbiorcy może decydować, gdzie zostaną przesłane dane, które do niego docierają. Może dobierać właściwą trasę i optymalizować przesył danych.

## Technika działania
Most jest urządzeniem, które analizuje pakiety na poziomie warstwy łącza danych (ang. Data Link Layer – DLL) modelu OSI/ISO. W trakcie pracy analizuje stworzoną przez siebie tablicę przekazywania (ang. Forwarding DataBase, FDB lub MAC DataBase), zawierającą numery portów (interfejs E0/0, E0/1, itd.), do których przyłączone są urządzenia oraz adresy sprzętowe MAC.
Mosty działają w trybie nasłuchu (ang. promiscuous mode) i odbierają dane krążące w medium transmisyjnym. Aby określić, jakie urządzenia znajdują się w poszczególnych segmentach sieci (skojarzonych z poszczególnymi portami), mosty odczytują źródłowe adresy MAC z ramek danych. Na tej podstawie tworzona jest tablica przekazywania.

## Przebieg trasowania
Kiedy mostek (lub analogicznie przełącznik) odbierze ramkę, poszukuje jej adresu docelowego w swojej tablicy przekazywania.
- Jeśli go znajdzie, odczytuje port skojarzony z adresem docelowym, interpretując go teraz jako port docelowy. Następnie zajmuje się porównaniem. Jeśli port docelowy jest taki sam jak port, z którego przyszła ramka, mostek nic nie robi (nie przepuszcza na zewnątrz ruchu docelowo lokalnego). Jeśli port docelowy jest inny niż źródłowy, most przekazuje ramkę dalej, do portu docelowego – na zewnątrz.
- Jeśli mostek nie znajdzie adresu docelowego w FDB, zalewa (ang. flood) sieć, przekazując pakiet danych na wszystkie porty z wyjątkiem źródłowego.
- Jeśli natomiast adres docelowy jest typu multicast (grupowy), most przekazuje ramkę do grupy urządzeń, może więc służyć do tworzenia wirtualnych sieci lokalnych (VLAN).

Dzięki temu blokowane są pakiety, których nie trzeba przekazywać dalej poza lokalny segment sieci. Poprzez nieprzepuszczanie niepotrzebnych ramek, może się zmniejszyć obciążenie sieci.

## Ocena wydajności
Mimo iż (niektóre) mosty są niewidoczne dla innych urządzeń (gdyż nie modyfikują ramek, jedynie je "podsłuchują"), użycie mostu powoduje zwiększenie opóźnienia w sieci o 10–30 procent (ale jednocześnie obciążenie sieci może się zmniejszyć). Wynika to z decyzji, jakie most musi podjąć przed przekazaniem pakietu.
Most jest uznawany za urządzenie zachowujące i przekazujące (ang. store and forward). Przed przesłaniem ramki dalej most analizuje pole zawierające adres odbiorcy i oblicza kod cyklicznej kontroli nadmiarowej CRC podany w polu kodu kontrolnego ramki. Jeśli port docelowy jest zajęty, most tymczasowo zachowuje ramkę do momentu, gdy będzie on wolny.

## Rodzaje mostów
Można wyróżnić mosty przezroczyste (transparentne) oraz realizujące trasowanie źródłowe. 
Mosty przezroczyste (transparentne, ang. transparent bridges) zwane też uczącymi się lub inteligentnymi, stosowane są w sieciach typu Ethernet. Tuż po zainstalowaniu urządzenie rozpoczyna proces poznawania topologii sieci. Tablica mostu jest stale aktualizowana. Mosty przezroczyste w rozległych sieciach działają na podstawie algorytmu minimalnego drzewa rozpinającego. Polega on na wybieraniu odpowiednich tras pomiędzy węzłami sieci, trasy powodujące pętle są omijane. W razie awarii trasy budowane jest nowe drzewo wykorzystujące alternatywne trasy.
Mosty realizujące trasowanie źródłowe działają w sieciach Token Ring. Poza informacją o miejscu docelowym pakietów most w tym wypadku wie także, którędy najlepiej je tam przesłać. Przy czym to nie urządzenie wybiera optymalną trasę, lecz odczytuje je z danych zawartych w samych pakietach.